# Neuroferritinopathie
Die Neuroferritinopathie ist eine sehr seltene angeborene Erkrankung mit fortschreitender, der Chorea Huntington ähnelnder Bewegungsstörung und geringer Wahrnehmungsstörung. Sie ist eine spät beginnende Form der Neurodegeneration mit Eisenablagerung im Gehirn (NBIA).
Synonyme sind: Basalganglien-Erkrankungen, adulte; Ferritin-abhängige Neurodegeneration; Ferritinopathie, hereditäre; NBIA Typ 2
Die Erstbeschreibung stammt aus dem Jahre 2001 durch den britischen Humangenetiker Andrew R. J. Curtis und Mitarbeiter.

## Verbreitung
Die Häufigkeit wird mit unter 1 zu 1.000.000 angegeben, bislang wurde über weniger als 90 Betroffene berichtet. Die Vererbung erfolgt autosomal-dominant.

## Ursache
Der Erkrankung liegen Mutationen im FTL-Gen auf Chromosom 19 Genort q13.33 zugrunde, welches für ein Protein „Ferritin light chain“ kodiert.
Dadurch wird die Funktionsfähigkeit des Ferritin und die Eisenpermeabilität verändert.
Es kommt zu abnormaler Eisenablagerung im Gehirn, insbesondere den Basalganglien, der Substantia nigra und dem Nucleus dentatus.
Mutationen dieses Genes liegen auch dem Hyperferritinämie-Katarakt-Syndrom zugrunde.

## Klinische Erscheinungen
Klinische Kriterien sind:
- Manifestation meist im 4. bis 6. Lebensjahrzehnt
- ausschließlich neurologische Auffälligkeiten wie Chorea, Dystonie, Bradykinesie, Dysarthrie
- Chorea-artige Bewegungsstörung hauptsächlich im Gesicht, Zunge und Mund sowie den Armen, üblicherweise asymmetrisch

## Diagnose
Die Diagnose beruht auf den klinischen Veränderungen, dem erniedrigten Ferritin im Blutserum und wird bildgebend durch den Nachweis der Eisenablagerung in den Basalganglien und angrenzenden Hirnarealen mittels Magnetresonanztomographie bestätigt. Eine generalisierte Hirnatrophie kann auch vorliegen.

## Differentialdiagnostik
Abzugrenzen sind:
- Chorea Huntington
- HDL 4 (SCA17)
- Chorea-Akanthozytose
- McLeod-Syndrom
- juvenile Form der Parkinson-Krankheit
- Acaeruloplasminämie
- Niemann-Pick-Krankheit Typ C

## Therapie
Eine spezifische Behandlung ist derzeit nicht bekannt.

## Verlauf
Der Verlauf ist fortschreitend mit Verschlechterung über die Jahre und Jahrzehnte.